# Václav Procházka
Pour les articles homonymes, voir Procházka.

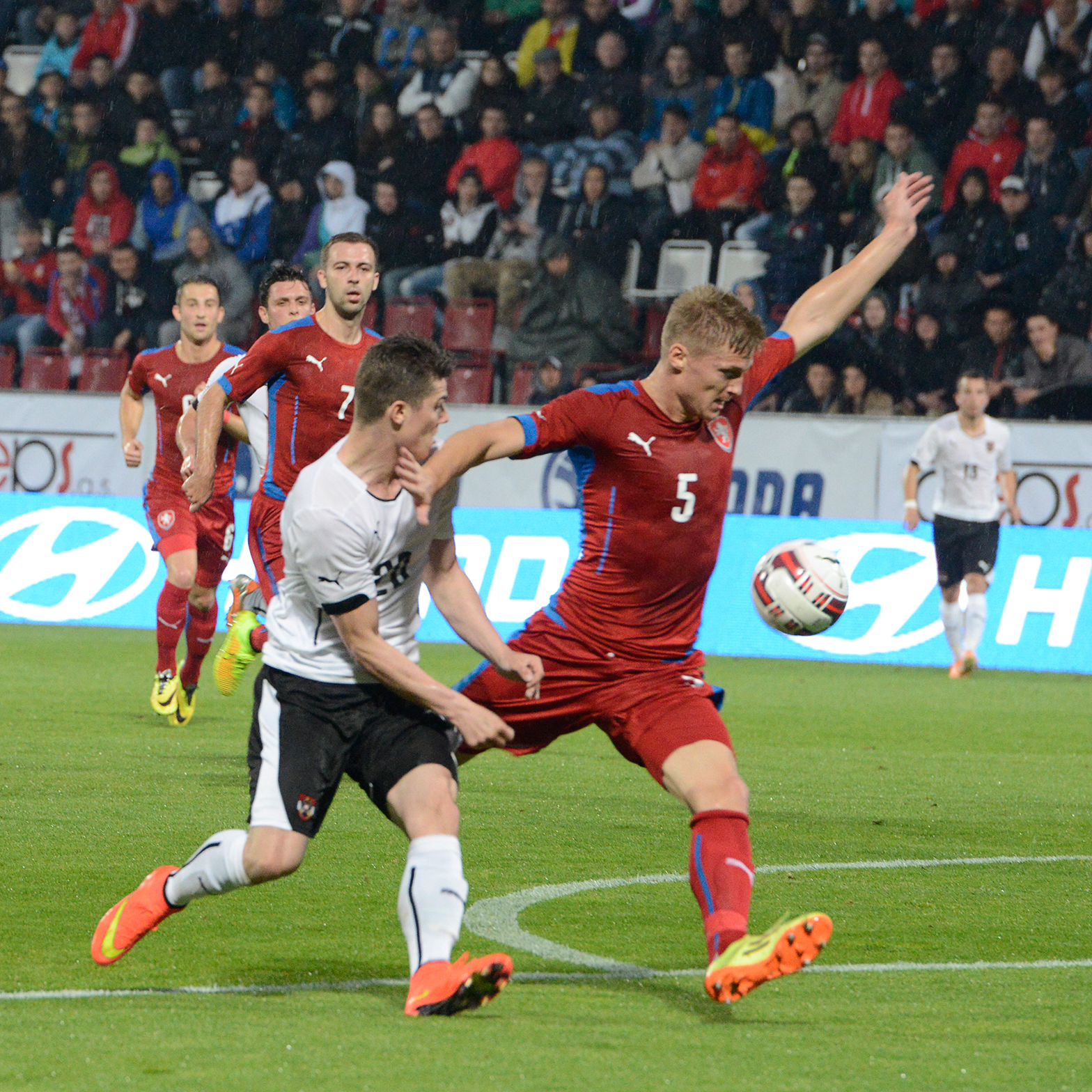
Václav Procházka

Václav Procházka est un footballeur international tchèque né le 8 mai 1984 à Rokycany. Évoluant au poste de défenseur central, il joue actuellement Osmanlıspor.

## Palmarès
FK Mladá Boleslav :
- Vainqueur de la Coupe de Tchéquie en 2011

 FC Viktoria Plzeň :
- Champion de Tchéquie en 2013, 2015 et 2016

## Statistiques
Le tableau ci-dessous récapitule les statistiques en match officiel de Václav Procházka :
| Saison                | Club                  | Championnat           | Championnat | Championnat | Coupe(s) nationale(s) | Coupe(s) nationale(s) | Compétition(s) continentale(s) | Compétition(s) continentale(s) | Compétition(s) continentale(s) | Total | Total |
| Saison                | Club                  | Division              | M.          | B.          | M.                    | B.                    | Comp.                          | M.                             | B.                             | M.    | B.    |
| 2003-2004             | Plzeň                 | 1                     | 23          | 1           | -                     | -                     | -                              | -                              | -                              | 23    | 1     |
| 2004-2005             | Plzeň                 | 2                     | 12          | 0           | -                     | -                     | -                              | -                              | -                              | 12    | 0     |
| 2004-2005             | Slovácko              | 1                     | 8           | 0           | -                     | -                     | -                              | -                              | -                              | 8     | 0     |
| 2005-2006             | Plzeň                 | 1                     | 28          | 1           | -                     | -                     | -                              | -                              | -                              | 28    | 1     |
| 2006-2007             | Plzeň                 | 1                     | 29          | 0           | -                     | -                     | -                              | -                              | -                              | 29    | 0     |
| 2007-2008             | Plzeň                 | 1                     | 3           | 1           | -                     | -                     | -                              | -                              | -                              | 3     | 1     |
| 2007-2008             | Mladá                 | 1                     | 13          | 0           | -                     | -                     | C3                             | 4                              | 0                              | 17    | 0     |
| 2008-2009             | Mladá                 | 1                     | 29          | 3           | 1                     | 0                     | -                              | -                              | -                              | 30    | 3     |
| 2009-2010             | Mladá                 | 1                     | 26          | 1           | 1                     | 0                     | -                              | -                              | -                              | 27    | 1     |
| 2010-2011             | Mladá                 | 1                     | 21          | 3           | 7                     | 0                     | -                              | -                              | -                              | 28    | 3     |
| 2011-2012             | Mladá                 | 1                     | 14          | 2           | 3                     | 0                     | C3                             | 1                              | 0                              | 18    | 2     |
| 2011-2012             | Plzeň                 | 1                     | 6           | 0           | -                     | -                     | C3                             | 2                              | 0                              | 8     | 0     |
| 2012-2013             | Plzeň                 | 1                     | 27          | 5           | 5                     | 1                     | C3                             | 15                             | 1                              | 47    | 7     |
| 2013-2014             | Plzeň                 | 1                     | 28          | 2           | 7                     | 0                     | C1+C3                          | 11+4                           | 0+0                            | 50    | 2     |
| Total sur la carrière | Total sur la carrière | Total sur la carrière | 267         | 19          | 24                    | 1                     | -                              | 37                             | 1                              | 328   | 21    |